# Amy Veness
Amy Veness est une actrice britannique, née le 26 février 1876 à Aldeburgh (Suffolk, Angleterre), morte le 22 septembre 1960 à Saltdean (en) (Sussex de l'Est, Angleterre).

## Biographie
Amy Veness entame sa carrière d'actrice au théâtre et dans son pays natal, joue notamment à Londres (ex. : Yellow Sands (en) d'Adelaide et Eden Phillpotts en 1925-1926, avec Cedric Hardwicke et Ralph Richardson). Elle se produit également aux États-Unis, à Broadway (New York), dans quatre pièces au cours des années 1910 (dont Le Canard sauvage et Une maison de poupée d'Henrik Ibsen en 1918, avec Lionel Atwill et Alla Nazimova), avant une cinquième en 1929-1930.
Au cinéma, elle débute dans trois films muets américains, les deux premiers réalisés par Dell Henderson, sortis respectivement en 1917 et 1918. Le troisième est The Brat d'Herbert Blaché, sorti en 1919, où elle retrouve Alla Nazimova, aux côtés de Charles Bryant.
Amy Veness ne revient ensuite au cinéma qu'après le passage au parlant, contribuant à soixante-et-onze films britanniques, sortis de 1931 à 1955, auxquels s'ajoute une coproduction américano-britannique (Capitaine sans peur de Raoul Walsh en 1951, avec Gregory Peck et Virginia Mayo).
Fait particulier, elle apparaît dans trois réalisations de David Lean, Heureux mortels (1944, avec Robert Newton et Celia Johnson), Oliver Twist (1948, avec Alec Guinness et Robert Newton) et Madeleine (1950, avec Ann Todd et Norman Wooland). Mentionnons encore The Beloved Vagabond de Curtis Bernhardt (1936, avec Maurice Chevalier, Betty Stockfeld et Margaret Lockwood) et Ceux de chez nous de Sidney Gilliat et Frank Launder (1943, avec Patricia Roc et Gordon Jackson).
Signalons aussi sa participation à Yellow Sands (en) d'Herbert Brenon (1938, avec Wilfrid Lawson et Robert Newton), adaptation de la pièce pré-citée.

## Théâtre

### À Londres (sélection)
- 1924-1925 : The Farmer's Wife d'Eden Phillpotts, avec Melville Cooper, Cedric Hardwicke, John Longden
- 1925-1926 : Yellow Sands d'Adelaide et Eden Phillpotts, avec Cedric Hardwicke, Ralph Richardson
- 1930 : A Murder has been arranged d'Emlyn Williams
- 1931-1932 : Musical Chairs de Ronald Mackenzie, avec Finlay Currie, John Gielgud
- 1937-1938 : Awake and Sing de Clifford Odets
- 1942-1943 : La Maison des cœurs brisés (Heartbreak House) de George Bernard Shaw, costumes de Cecil Beaton, avec Robert Donat, Edith Evans, Isabel Jeans, Deborah Kerr

### À Broadway (intégrale)
- 1912-1913 : Cheer Up de Mary Roberts Rinehart, mise en scène et produite par Cecil B. DeMille, avec Walter Hampden
- 1915 : The Shadow de Dario Niccodemi et Michael Morton, avec Ethel Barrymore
- 1918 : Le Canard sauvage (Vildanden - titre anglais : The Wild Duck) d'Henrik Ibsen, avec Lionel Atwill, Edward Connelly, Alla Nazimova
- 1918 : Une maison de poupée (Et Dukkehjem - titre anglais : A Doll's House) d'Henrik Ibsen, avec Lionel Atwill, Alla Nazimova, Roland Young
- 1929-1930 : Bird in Hand de (et mise en scène par) John Drinkwater

## Filmographie partielle
(films britanniques, sauf mention contraire ou complémentaire)
- 1917 : Please Help Emily de Dell Henderson (film américain)
- 1918 : My Wife de Dell Henderson (film américain)
- 1919 : La Fin d'un roman (The Brat) de Herbert Blaché (film américain)
- 1919 : La Lanterne rouge (The Red Lantern) d'Albert Capellani (film américain)
- 1931 : The Wife's Family de Monty Banks
- 1932 : Self Made Lady de George King
- 1932 : The Marriage Bond de Maurice Elvey
- 1932 : Money for Nothing de Monty Banks
- 1934 : Les Maudits du château-fort (Lorna Doone) de Basil Dean
- 1934 : Tonight's the Night de Monty Banks
- 1935 : Brewster's Millions (en) de Thornton Freeland
- 1936 : Windbag the Sailor de William Beaudine
- 1936 : The Beloved Vagabond de Curtis Bernhardt
- 1936 : Skylarks (en) de Thornton Freeland
- 1937 : Aren't Men Beasts ! de Graham Cutts
- 1937 : The Show Goes On de Basil Dean
- 1937 : The Mill on the Floss de Tim Whelan
- 1938 : Yellow Sands d'Herbert Brenon
- 1940 : Just William de Graham Cutts
- 1941 : This England de David MacDonald
- 1943 : L'Homme en gris (The Man in Grey) de Leslie Arliss
- 1943 : Ceux de chez nous (Million Like Us) de Sidney Gilliat et Frank Launder
- 1944 : Heureux mortels (This Happy Breed) de David Lean
- 1944 : The World Owes Me a Living de Vernon Sewell
- 1944 : L'Homme fatal (Fanny by Gaslight) d'Anthony Asquith
- 1945 : Elles étaient sœurs (They Were Sisters) d'Arthur Crabtree
- 1945 : La Madone aux deux visages (Madonna of the Seven Moons) d'Arthur Crabtree
- 1948 : He Come the Huggetts de Ken Annakin
- 1948 : Oliver Twist de David Lean
- 1948 : Les Ailes brûlées (Good-Time Girl) de David MacDonald
- 1948 : Blanche Fury de Marc Allégret
- 1950 : Égarements (The Astonished Heart) de Terence Fisher et Antony Darnborough
- 1950 : Chance of a Lifetime de Bernard Miles
- 1950 : Madeleine de David Lean
- 1950 : La Femme sans nom (The Woman with No Name) de Ladislas Vajda
- 1950 : Portrait of Clare de Lance Comfort
- 1951 : Capitaine sans peur (Captain Horatio Hornblower) de Raoul Walsh (film américano-britannique)
- 1951 : La Boîte magique (The Magic Box) de John Boulting
- 1954 : Toubib or not Toubib (Doctor in the House) de Ralph Thomas